# Statuia lui Gheorghe Lazăr din Sibiu

Statuia lui Gheorghe Lazăr din Sibiu

Statuia lui Gheorghe Lazăr din Sibiu este un monument de bronz închinat cărturarului român Gheorghe Lazăr (1779-1823), care a fost realizat în anul 2006 de sculptorul Radu Aftenie. În prezent, ea se află amplasată în Piața Mare din Sibiu. 
Această statuie a înlocuit o statuie de calcar a lui Gheorghe Lazăr, realizată tot de Radu Aftenie, și care s-a aflat în perioada 1986-2004 în Piața Mare din Sibiu. 

## Gheorghe Lazăr
Gheorghe Lazăr s-a născut la 5 iunie 1779, în satul Avrig din Transilvania (astăzi în județul Sibiu). Protejat de baronul Samuel von Brukenthal, a fost trimis să studieze la gimnaziile din Sibiu și Cluj și apoi la Viena, unde a urmat studii superioare de filozofie, teologie, istorie și de știinte fizico-matematice. Nu a reușit să îmbrățișeze cariera preoțească din cauza uneltirilor mitropolitului sârb Ștefan Stratimirovici, obținând un post de profesor la Școala teologică ortodoxă din Sibiu (1811-1816). 
Ca profesor, Gheorghe Lazăr a tradus în limba română o serie de lucrări cu caracter pedagogic și chiar un manual de pedagogie. Din acest motiv a intrat în conflict cu autoritățile de stat și bisericești, episcopul Vasile Moga fiind un adept al învățământului în limba slavonă. În urma unui proces disciplinar, guvernatorul Transilvaniei l-a destituit din funcție pe Gheorghe Lazăr, la sfârșitul anului 1815, punându-l sub supravegherea autorităților polițienești. 
Persecutat de autorități, Gheorghe Lazăr a trecut munții în martie 1816 și s-a stabilit la București, unde s-a manifestat ca promotor al ideii de înființare a unei școli românești la cel mai înalt nivel științific. După obținerea aprobării pentru înființarea unei școli românești, Gheorghe Lazăr și-a început activitatea, la 24 martie 1818, într-un local impropriu din centrul capitalei, din apropierea Bisericii "Sf. Sava". Școala de la Sf. Sava este cel mai vechi institut educațional din București cu predare în limba română. Gheorghe Lazăr a tradus și a scris cărți în limba română. 
În perioada Revoluției din 1821, a fost un colaborator al lui Tudor Vladimirescu. A fost persecutat de autorități după înăbușirea revoluției. Îmbolnăvindu-se, s-a întors la Avrig, unde a murit la 17 septembrie 1823. 

## Statuia lui Gheorghe Lazăr
În semn de apreciere a activității sale, în anul 1973, la aniversarea a 150 de ani de la moartea sa, în Parcul ASTRA din Sibiu a fost amplasat un bust de bronz al lui Gheorghe Lazăr, care a fost realizat de sculptorul sibian Kurtfritz Handel. 
În anul 1984, a fost desființat parcul amplasat după 1948 în Piața Mare din Sibiu. În mijlocul pieței a fost amplasat în 1986 o statuie de calcar a cărturarului Gheorghe Lazăr, realizata de sculptorul Radu Aftenie. 
La începutul lunii decembrie 2004, în Piața Mare din Sibiu au fost începute o serie de lucrări de refacere a pavajului și a iluminatului. Cu acest prilej, vechea statuie a lui Gheorghe Lazăr a fost demontată și depozitată de către constructor. Primarul Klaus Johannis a anunțat într-o conferință de presă din 3 februarie 2005 că, în urma discuțiilor cu sculptorul Radu Aftenie, a decis că vechea statuie a lui Gheorghe Lazăr din Piața Mare va fi înlocuită cu o statuie nouă, realizată de același artist la comanda Primăriei. Noua statuie urma să-l reprezinte pe Gheorghe Lazăr în picioare, iar soclul va fi și el unul nou. Locul amplasării noii statui urma să fie la câțiva metri mai departe de vechiul amplasament, înspre Curtea de Fier, acolo unde arhitecții considerau că statuia va fi pusă mai bine în valoare de perspectiva pieței. 
La 30 iulie 2006, după finalizarea lucrărilor de renovare a Pieței Mari, a fost amplasată o statuie nouă din bronz a lui Gheorghe Lazăr, care a fost realizată tot de Radu Aftenie. Noua statuie a fost amplasată în colțul dinspre strada Avram Iancu. Realizarea și amplasarea statuii au costat Primăria municipiului Sibiu suma de 553.892,50 lei.  Dezvelirea statuii lui Gheorghe Lazăr a fost făcută de sculptor și de primarul Klaus Johannis.  Visarion Rășinăreanul, episcop-vicar al Arhiepiscopiei Sibiului, a oficiat o slujbă religioasă de sfințire a monumentului. Primarul Klaus Johannis a declarat următoarele: "A fost o vreme cînd românii nu se bucurau de adevărata apreciere. A fost nevoie de oameni ca Gheorghe Lazăr, care au contribuit la educarea și formarea poporului. În ciuda disputelor, dacă este sau nu oportună instalarea statuii lui Gheorghe Lazăr în Piață, acum s-a făcut dreptate și și-a recăpătat locul binemeritat, alături de Brukenthal". 
Statuia are înălțimea de 3,2 m și este așezată pe un soclu de 60 cm. Cărturarul este reprezentat stând în picioare. La picioarele statuii se află o placă de bronz cu următoarea inscripție: "GHEORGHE LAZĂR 1779-1823 "Primul dascăl de ideal românesc" N. Iorga".